# فرودگاه بیرون شهر نورث بافلو
 فرودگاه بیرون شهر نورث بافلو (به انگلیسی: North Buffalo Suburban Airport) یک فرودگاه همگانی بهره‌برداری هوایی است که یک باند فرود آسفالت دارد و طول باند آن ۸۶۳ متر است. این فرودگاه در کشور ایالات متحده آمریکا قرار دارد و در ارتفاع ۱۷۹ متری از سطح دریا واقع شده است.